# Skyline Airways

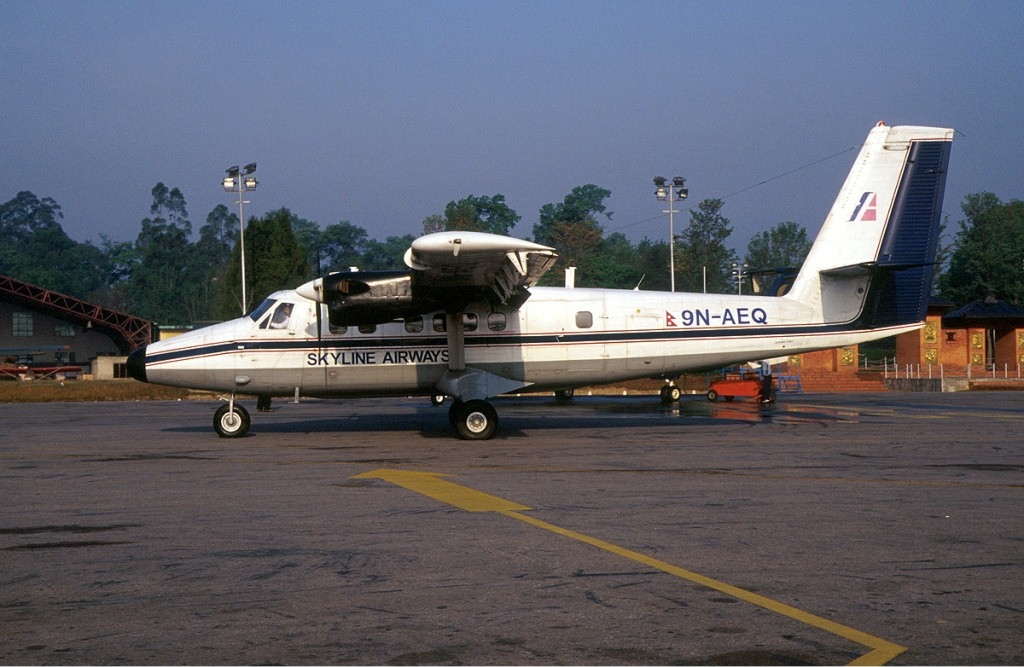
de Havilland Canada DHC-6 Twin Otter авіакомпанії Skyline Airways в міжнародному аеропорту Трибхуван, квітень 2001 року

Skyline Airways Pvt. Ltd., діяла як Skyline Airways, — скасована непальська авіакомпанія зі штаб-квартирою в Катманду, з 1999 по 2006 роки здійснювала регулярні пасажирські перевезення по аеропортам сільській місцевості країни, а також виконувала чартерні рейси. Портом приписки перевізника був міжнародний аеропорт Трибхуван.

## Загальна інформація
Skyline Airways була заснована в 1999 році і почала операційну діяльність 15 липня того ж року з виконання пасажирських перевезень на двох літаках de Havilland Canada DHC-6 Twin Otter. Маршрутна мережа авіакомпанії охоплювала аеропорти міст Лукла, Пхаплу, Покхара, Джомсом, Бхаратпур, Румджатар і Пипара-Сімара.

## Авіаподії та інциденти
- 25 грудня 1999 року. Літак De Havilland Canada DHC-6 Twin Otter 300 (реєстраційний 9N-AFL), що виконував рейс з аеропорту Сімара в міжнародний аеропорт Трібхуван, розбився через п'ять хвилин після зльоту з Симары. На борту перебували семеро пасажирів і три члени екіпажу, загинули всі[4].
- 17 липня 2002 року. Літак De Havilland Canada DHC-6 Twin Otter 300 (реєстраційний 9N-AGF), що виконував в умовах штормової погоди рейс з Джумли в Суркнет, зазнав аварії через 18 хвилин після зльоту з Джумли на висоті 6500 футів. Лайнер впав в ліс, загинули чотири людини, що знаходилися на борту[5][6].